# Дейнега, Владимир Васильевич

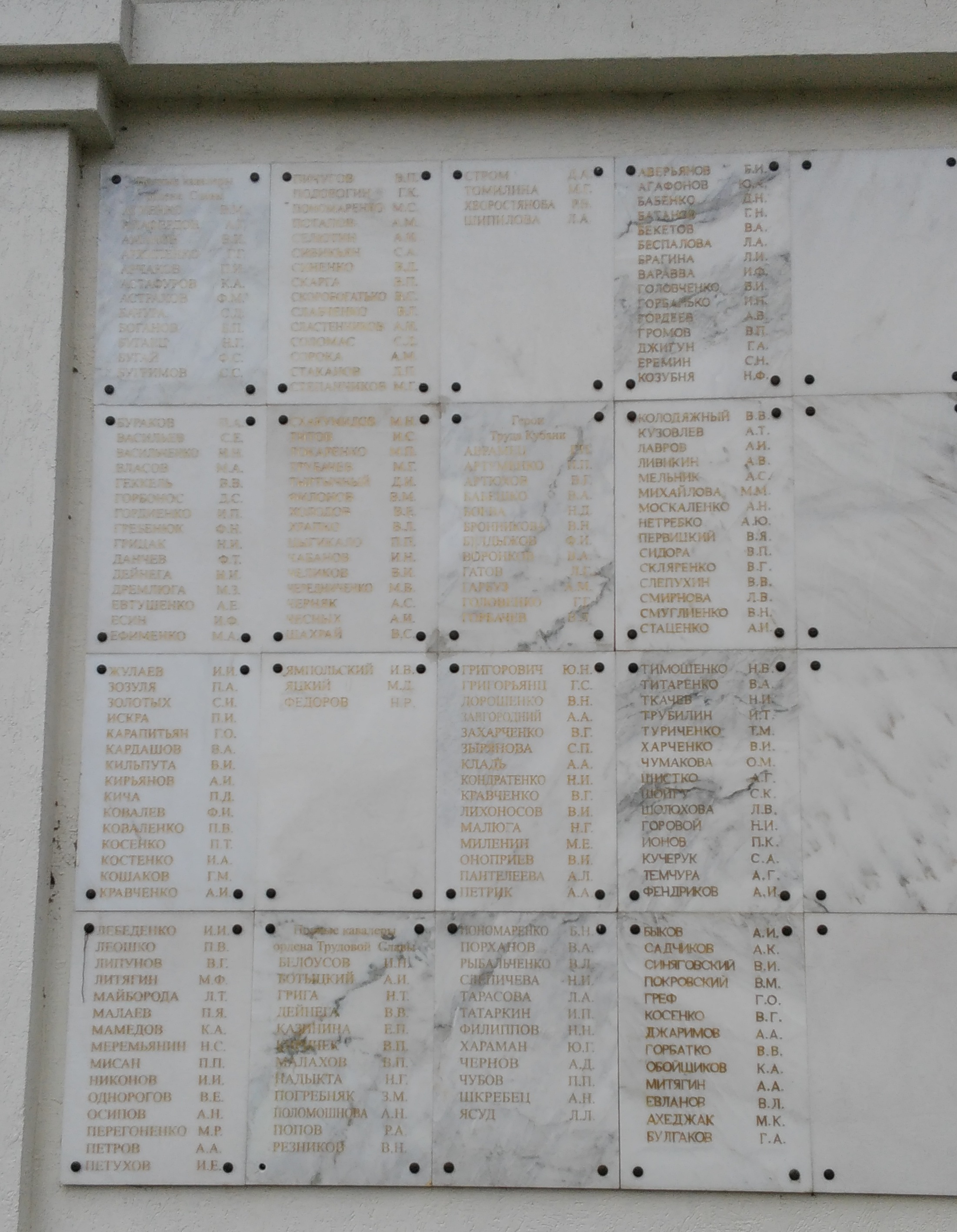
Мемориальная доска с именами полных кавалеров Ордена Трудовой Славы в Краснодаре, 2017

Владимир Васильевич Дейнега  (10 апреля 1934 - 3 ноября 2001 года) — звеньевой колхоза «Заветы Ильича» Брюховецкого района, Краснодарский край, полный кавалер ордена Трудовой Славы (15.05.1987).

## Биография
Родился 10 апреля 1934 года в районном центре – селе Шербакуль (ныне – посёлок) Омской области. Русский.
В 1936 году их семья переехала на Кубань и поселилась в районном центре – станице Брюховецкой.
С юного возраста пас общественное стадо (коровы, овцы, козы) до призыва на срочную службу в Советскую армию в 1955 году. После её прохождения в 1959 году вернулся в станицу Брюховецкую и продолжил работать механизатором в местном колхозе «Заветы Ильича», который возглавлял И. И. Буренков. Вскоре В. В. Дейнега возглавил механизированное звено по выращиванию подсолнечника и сахарной свёклы, которое на протяжении ряда лет добивалось самых высоких в хозяйстве урожаев.
Указами Президиума Верховного Совета СССР от 14 февраля 1975 года за высокие достижения в труде и успехи в девятой пятилетке Дейнега Владимир Васильевич награждён орденом Трудовой Славы 3-й степени, от 23 декабря 1976 года за досрочное выполнение плановых заданий и личных социалистических обязательств в 1976 году – орденом Трудовой Славы 2-й степени.
В последующие годы одиннадцатой пятилетки (1981–1985) его звено продолжало увеличивать урожайность подсолнечника и сахарной свёклы. За особенно высокий урожай в 1983 году Главный комитет Выставки достижений народного хозяйства (ВДНХ) СССР наградил передового звеньевого бронзовой медалью и ценным подарком.
Указом Президиума Верховного Совета СССР от 15 мая 1987 года за большой вклад в разработку и внедрение интенсивных технологий возделывания зерновых культур, достижение высоких производственных показателей, способствующих увеличению валового сбора зерна, сильных, твёрдых и ценных сортов пшеницы, Дейнега Владимир Васильевич награждён орденом Трудовой Славы 1-й степени. Стал полным кавалером ордена Трудовой Славы.
Проживал в станице Брюховецкой.
Скончался 3 ноября 2001 года. 

## Награды и звания
Награжден орденами Трудовой Славы 1-й, 2-й, 3-й степеней:
3 ст. 14.02.1975 № 24749
2 ст. 23.12.1976 № 1333
1 ст. 15.05.1987 № 594
- награжден юбилейной медалью «За доблестный труд. В ознаменование 100-летия со дня рождения Владимира Ильича Ленина»
- медалями вт.ч.:медали Выставки достижений народного хозяйства (ВДНХ) СССР,

## Память
- В Краснодаре установлена Мемориальная доска с именами полных кавалеров Ордена Трудовой Славы